# Viktorín z Poděbrad
Viktorín z Poděbrad, nebo též Viktorín Opavský či Viktorín Minsterberský, také Viktorín z Kunštátu (29. května 1443 Poděbrady – 30. srpna 1500 Těšín) byl český, římskoněmecký, minsterberský a opavský kníže, hrabě kladský, syn krále Jiřího z Poděbrad.

## Život
Viktorín z Poděbrad se narodil jako druhorozený syn Jiřího z Poděbrad z jeho prvního manželství s Kunhutou ze Šternberka. Jeho matka zemřela roku 1449, jeho nevlastní matkou se po sňatku s Jiřím roku 1450 stala Johana z Rožmitálu.
V roce 1459 ho císař Fridrich III. Habsburský povýšil na knížete Svaté říše římské a téhož roku se stal moravským zemským hejtmanem. Roku 1462 císař jeho povýšení znovu potvrdil a současně za říšská knížata prohlásil též Viktorínovy bratry Jindřicha a Hynka. Svým synům již předtím král Jiří svěřil panství nad Kladskem a Minstrberskem; těm bratři společně vládli až do Jiříkovy smrti roku 1471, poté byl jeho majetek roku 1472 mezi jeho syny rozdělen. Viktorín získal Kolín a Knížectví opavské, Jindřichovi připadlo knížectví minstrberské a hrabství kladské s panstvím náchodským, Hynkovi Poděbrady a Kostomlaty a Bočkovi pak panství litické a hrad Veliš.
Když se proti Viktorínovu otci ustavila Zelenohorská jednota vedená Zdeňkem ze Šternberka, byl jmenován vrchním velitelem královského vojska. Dosáhl několika vítězství v Čechách i ve Slezsku. Jako vojevůdce však nebyl příliš schopný, byl odvážný, avšak zbrklý. Ukázalo se to v bojích proti uherskému králi Matyáši Korvínovi, s nímž se poprvé střetl při tažení do Rakous proti císaři Fridrichovi III., spojenci odbojného panstva. Válčili převážně na moravské půdě. Boje se vedly především o Třebíč (ta byla celá zničena a tamější velký opevněný klášter značně poškozen), kde Viktorína obklíčila uherská vojska a útěk se mu zdařil jen díky vojenskému tažení vedenému jeho bratrem Jindřichem. Dále se Viktorín účastnil bitev o Brno, Olomouc, Tovačov či Veselí nad Moravou, kde byl 27. června 1469 Korvínovými vojsky zajat. Následovalo dvouleté věznění na hradech v Trenčíně a Visegrádu. V době zajetí konvertoval ke katolické víře.
V dalších česko-uherských válkách zachovával Viktorín zpočátku neutralitu. Pobýval většinou na Opavsku, v roce 1473 zorganizoval v Opavě sjezd zástupců soupeřících stran. Pak se přidal na stranu Matyáše Korvína, pomáhal mu při jeho tažení do Slezska a dokonce zajal přemyslovského knížete Jana Krnovského. Dohodou z 12. května 1485 odstoupil Korvínovi Opavské knížectví výměnou za hrady ve Slavonii, které mu však po dvou letech Matyáš zase odebral. Přidal se ke svým bratrům, kteří ve Slezsku vedli s Matyášem válku, válka však skončila Matyášovým vítězstvím a Viktorín zpět Opavsko nezískal. Jako zcela zchudlý pak našel azyl na Těšínsku u svého zetě Kazimíra II. Těšínského. V těšínském zámku i zemřel. Podle některých pramenů byl pochován v klášterním kostele františkánů sv. Jiřího a Vojtěcha v Kladsku vedle své poslední ženy Markéty Palaiologovny, podle jiných v kostele svatého Ducha v Opavě. V roce 1558 byly ostatky všech členů rodiny přeneseny do knížecí hrobky v hlavním kladském kostele Nanebevzetí Panny Marie.

## Rodina
Viktorín byl třikrát ženat a měl 7 dětí. Smrtí syna Bartoloměje, diplomata, který utonul roku 1515 v Dunaji, vymírá jeho rodinná větev po meči.
∞ 1463 Markéta z Pirkštejna († 1472, dcera Hynce Ptáčka z Pirkštejna; díky této svatbě získal panství Polná-Přibyslav)
- Johana ∞ Kazimír II. Těšínský

∞ 1474 Žofie Těšínská († 1479, dcera Boleslava II. Těšínského)
- Bartoloměj Minsterberský († 1515)
- Vavřinec
- Magdaléna Eufémie

∞ 1480 Markéta Palaiologovna z Montferratu († 1496)
- Anna
- Uršula
- Apolonie